# Columbari
Un columbari (del llatí columbarium) és un edifici funerari romà, associat al ritu d'incineració. Eren sepulcres familiars que sovint acollien els lliberts i fins i tot els esclaus de la família. Normalment, en el seu interior, es disposaven sèries regulars de nínxols de forma semicircular a les parets, dins els quals eren posades les urnes cineràries.
Aquesta disposició recordava la d'un colomar, d'on deriva el nom. Un dels més importants fou construït a la via Àpia pels lliberts de Lívia. Les confraries funeràries també construïren columbaris. Aquest tipus de construcció s'estengué a la majoria de províncies romanes, finals del segle iii dC, que desaparegué el ritu de la incineració.
El Columbari de Vila-rodona es troba al terme de Vila-rodona, sobre la primera terrassa del riu Gaià a la comarca de l'Alt Camp, és un dels edificis de l'època romana més ben conservats de Catalunya. Construït durant el segle ii, és de planta rectangular, està bastit amb carreuons a sobre d'un podi decorat amb arcuacions; el cos central presenta falses pilastres dòriques i estava cobert amb teulada a doble vessant. Els murs de l'interior conserven part de l'estuc original i els sis petits nínxols o fornícules (loculi) en què es dipositaven les urnes amb les cendres dels difunts.